# Hôpital universitaire de Kigali
L'hôpital universitaire de Kigali (CHUK) est un hôpital universitaire de 519 lits situé dans la ville de Kigali, au Rwanda. Fondé en 1918 par des colonialistes belges,,, le CHUK est le premier et le plus grand établissement de santé au Rwanda. Le CHUK a joué un rôle dans la reconstruction {des soins de santé au Rwanda après le génocide contre les Tutsis de 1994.

## Histoire
Les racines du CHUK remontent à 1918, lorsque l'institution a été initialement fondée par l'administration militaire belge. L'établissement de santé a été ouvert dans un bâtiment allemand abandonné. Gustave Latinne, médecin militaire belge, fut nommé à la tête de l'institution.
- 1918 : Le CHUK a commencé son parcours en tant qu'établissement de santé, fournissant des services de santé essentiels principalement aux Belges et à la communauté locale.
- 1965 : Reconnaissant le besoin croissant de soins médicaux avancés, le CHUK est devenu un hôpital à part entière, élargissant sa capacité et ses services.
- Avril 1994 à 1996: Pendant le génocide contre les Tutsis, le CHUK a joué plusieurs rôles, servant de centre de santé, d’hôpital de district et d’hôpital de référence.
- 2000 : Un tournant important s'est produit dans l'histoire du CHUK avec la promulgation de la loi n° 41/2000 le 7 décembre 2000. Cette loi a officiellement établi et organisé le CHUK en tant qu'établissement public doté de la personnalité juridique, et il a été rebaptisé Hôpital universitaire de Kigali (CHUK)[5].

## Installations
Le CHUK est un hôpital public connu pour fournir des services aux Rwandais ordinaires bénéficiant d'assurances communautaires. CHUK reçoit des financements des gouvernements et des donateurs internationaux.
- Capacité : L'hôpital dispose d'une capacité substantielle de 519 lits, ce qui en fait l'un des plus grands établissements médicaux du Rwanda[4].
- Hôpital de référence : Le CHUK est le premier hôpital de référence au Rwanda, jouant un rôle essentiel dans le traitement des cas médicaux complexes et recevant des patients référés par d'autres établissements de santé à travers le pays[6].
- Éducation médicale : En tant qu'hôpital universitaire, le CHUK est impliqué dans l'éducation et la formation médicales. Il sert d'hôpital universitaire pour l'Université du Rwanda[7].

### Déménagement
CHUK déménage de son ancien site de Nyarugenge à l'Hôpital de Masaka dans le district de Kicukiro. Selon le ministère de la Santé, ce déménagement est dû à la vétusté des installations et à l'emplacement actuel inapproprié. Construit grâce au financement de la Chine le nouvel hôpital disposera de plus de 800 lits, soit plus que les 519 lits actuels,.